# Metal Allegiance (album)
Metal Allegiance è il primo album del supergruppo thrash metal statunitense Metal Allegiance pubblicato nel 2015 dall’etichetta Nuclear Blast.

## Tracce
1. Gift Of Pain – 5:51
2. Let Darkness Fall – 7:00
3. Dying Song – 6:35
4. Can't Kill The Devil – 4:55
5. Scars – 5:29
6. Destination: Nowhere – 5:57
7. Wait Until Tomorrow – 6:15
8. Triangulum – 7:44
9. Pledge Of Allegiance – 6:17

### Bonus track
1. We Rock (cover dei Dio) – 6:04

## Formazione
- David Ellefson - basso
- Mark Menghi - basso (nei brani Dying Song e Let Darkness Fall), musiche e testi
- Alex Skolnick - chitarra ritmica e solista
- Mike Portnoy - batteria

### Ospiti
- Randy Blythe (voce nei brani Gift Of Pain e Let Darkness Fall)
- Gary Holt (chitarra solista nei brani Gift Of Pain, Pledge Of Allegiance e We Rock)
- Troy Sanders (voce nel brano Let Darkness Fall)
- Phil Anselmo (voce nel brano Dying Song)
- Chuck Billy (voce nei brani Can't Kill the Devil e We Rock)
- Phil Demmel (chitarra solista nei brani ‘Can't Kill the Devil, Triangulum - III. Destruction e We Rock)
- Cristina Scabbia (voce nel brano Scars)
- Mark Osegueda (voce nei brani Scars, Pledge Of Allegiance e We Rock)
- Rex Brown (basso nel brano Let Darkness Fall)
- Matthew Heafy (voce e chitarra solista nel brano Destination: Nowhere, chitarra solista nel brano Triangulum - III. Destruction)
- Chris Jericho (voce nel brano We Rock)
- Doug Pinnick (voce nel brano Wait Until Tomorrow)
- Charlie Benante (chitarra solista nei brani Triangulum - III. Destruction e Pledge of Allegiance)
- Ripper Owens (voce nel brano We Rock)
- Alissa White-Gluz (voce nel brano We Rock)
- Steve Souza (voce nel brano We Rock)
- Misha Mansoor (chitarra solista nel brano Triangulum - II. Evolution)
- Benjamin Weinman (chitarra solista nel brano Triangulum - II. Evolution)
- Ron "Bumblefoot" Thal (chitarra solista nel brano Triangulum - III. Evolution)